# 聖米迦勒及聖喬治勳章

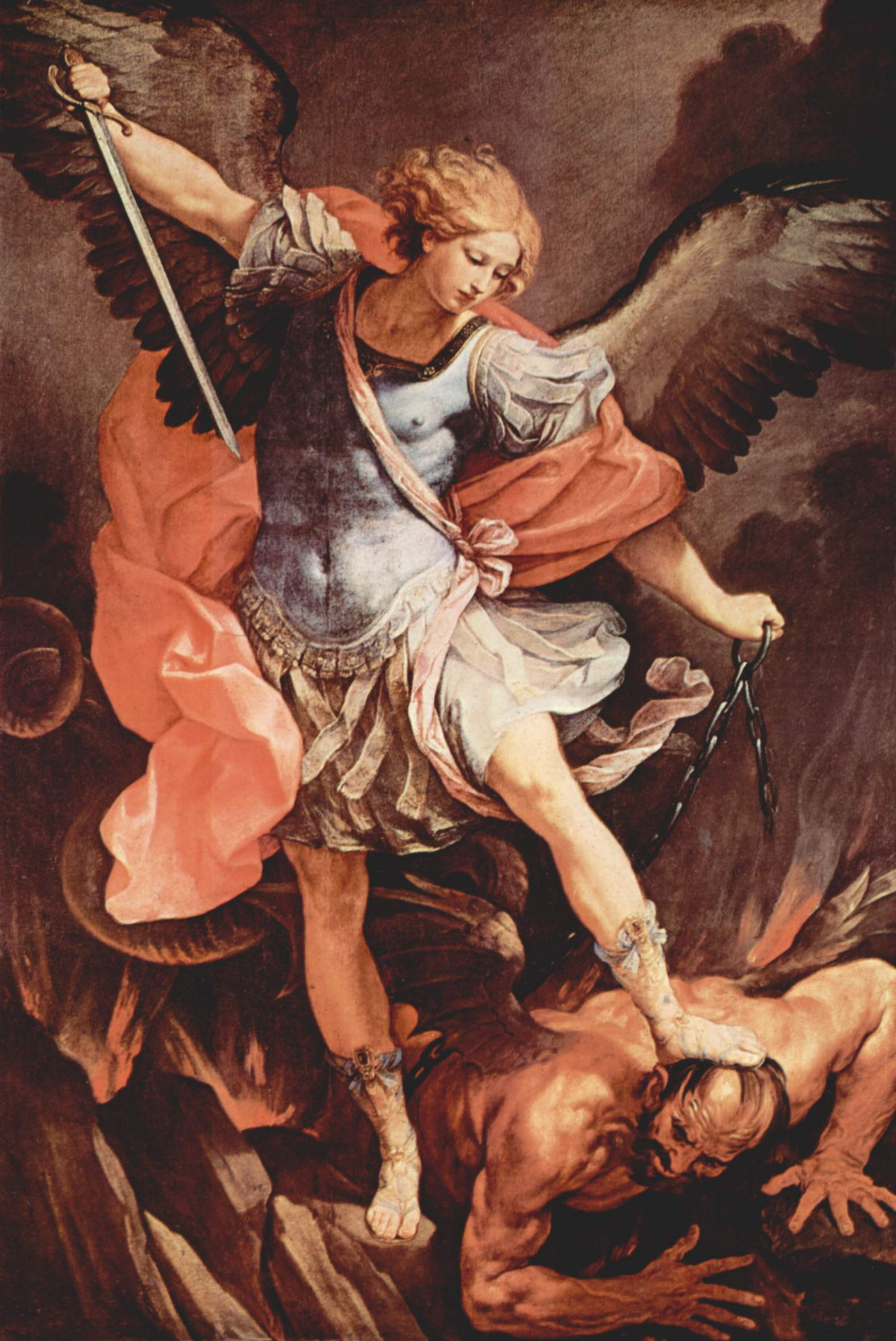
勳章通常雕刻了聖米迦勒在制服撒但的情景。

最卓越的聖米迦勒及聖喬治勳章（英語：The Most Distinguished Order of Saint Michael and Saint George），簡稱聖米迦勒及聖喬治勳章（英語：Order of St Michael and St George），是英國榮譽制度中的一種騎士勳章，於1818年4月28日由威爾斯親王喬治（即後來的喬治四世）設立，當時他正代替其父王乔治三世，攝理君職。本勳章分為三等，依等第如下：
- 爵級大十字勳章／一等勳爵士（Knight/Dame Grand Cross） （GCMG）
- 爵級司令勳章／二等勳爵士（Knight/Dame Commander）（KCMG/DCMG）
- 同袍勳章／三等勳爵士（Companion） （CMG）

本勳章一般授予對英聯邦或外交事務作出貢獻的人士，不少前香港總督皆獲此勳位。
本勳章的格言是（拉丁文，指「憧憬更美好的未來」），至於勳章的守護聖徒，一如其名，是天使長聖米迦勒及圣乔治。聖米迦勒制服撒但的情景，則是勳章的象徵。
在英國榮譽制度中，本勳章排行第六级，依次在嘉德勋章、蓟花勋章、圣帕特里克勋章、巴斯勋章和印度之星勋章之後。但是上述的圣帕特里克勋章，現今雖仍然未正式廢止，但愛爾蘭已非聯合王國的一部份，在1934年以後，沒有再進行有關的授勳儀式。至於印度之星勋章，自印度於1947年獨立後，亦已不用。
一直以來流傳一個笑話，說「CMG」的全稱是"Call Me God"，即「叫我上帝」，「KCMG」的全稱是"Kindly Call Me God"，即「請叫我上帝」，而「GCMG」的全稱則是"God Calls Me God"，即「上帝叫我上帝」。此外，作家伊恩·佛萊明筆下的虛構人物，便於1953年獲得CMG勳銜（小說《From Russia with Love》中載）。

## 歷史
本勳章設立的原意，是紀念愛奧尼亞群島成為英國的受保護領地。該島於1814年落入英國控制，並於1817年授予憲法。因此勳章原先的頒贈對象，是愛奧尼亞群島的原居民、馬爾他和其附屬地的居民，以及一些在地中海地區供職的政府高級官員和從事秘密任務人士。
然而到了1864年，愛奧尼亞群島不再是英國的受保護領地，並回歸希臘，所以勳章的頒贈定義在1868年進行了更新。對象轉為「在女皇陛下的殖民地出掌機要官職者，以及向皇室在帝國的對外事務上提供服務的人士」。一般而言，除非該英聯邦王國的成員國有自己一套的榮譽制度，每任的總督都會在上任或卸任時獲贈爵級大十字勳章或爵級司令勳章。但澳洲和紐西蘭分別在1989年和2000年停止了這個慣例。

## 組成
英國君主是授勳騎士團的元首（Sovereign），並有全權任命勳章的所有成員（但通常先透過會議，再由政府提供意見）。下一級是大團長（Grand Master），以往由愛奧尼亞群島的高級專員出掌，但今時今日的大團長，均由君主選任。歷任大團長包括：
- 1818年－1825年：托馬斯·梅特蘭爵士
- 1825年－1850年：剑桥公爵殿下
- 1850年－1904年：剑桥公爵殿下
- 1904年－1910年：威爾斯親王殿下
- 1910年－1917年：（出缺）
- 1917年－1936年：威爾斯親王殿下
- 1936年－1957年：阿斯隆伯爵閣下
- 1957年－1959年：哈里發克斯伯爵閣下
- 1959年－1967年：突尼西亞的亞歷山大伯爵閣下
- 1967年至今：根德公爵殿下

創立之初，聖米迦勒及聖喬治勳章的各級受勳人數均有限額，爵級大十字勳章只限15位；爵級司令勳章只限20位，三等勳章亦只限25位。但經過幾次擴充後，今日各級的限額已分別改為125位、375位和1750位。獲勳的皇室成員，和以「榮譽會員」身份受勳的外籍人士（如在2002年獲勳，曾經在殖民地香港政府出任布政司的前香港政务司司长陳方安生）皆不計在內。
本勳章共設6位職員：高級教士、大臣、秘書、註冊官、紋章院長及傳令官。本勳章的紋章院長與不少司職紋章的官員一樣，並非英国纹章院的成員。而勳章的傳達員叫作「藍杖傳令官」（the Gentleman Usher of the Blue Rod），嘉德勳章亦設有同等的職位，但卻稱呼作「黑杖傳令官」（the Gentleman Usher of the Black Rod），而且在上議院有差事。

## 服飾式樣與標準佩章

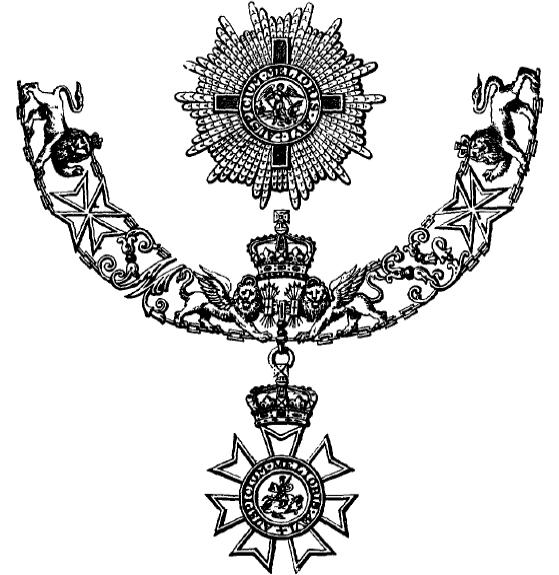
爵級大十字勳章配飾

勳章的成員在重要日子，如君主的加冕典禮，均會盛裝打扮，穿上特別設計的禮服出席，但服飾式樣按等級而異：
- 只有聖米迦勒及聖喬治一等勳爵士會穿上斗篷（mantle），斗篷為緞質，並配以薩克遜藍色為主調，外沿為緋紅色，再於兩肩位置繫上奶油色的絲質蝴蝶結裝飾。星章（詳見下文）佩帶於左邊胸口，而斗篷在穿戴者的正前方用兩條大流蘇繫好。
- 只有聖米迦勒及聖喬治一等勳爵士會穿上領環（collar），領環穿在斗篷之上，並由黃金打造，而且是左右對稱的。領環上面輪流刻有加冠的獅子、馬爾他十字，以及「SM」和「SG」兩個簡寫。領環的中央則刻有兩隻面對面，有翼的獅子，各手持一本書和七支箭。

在較不重要的場合，勳章的成員的衣飾則較為簡單：
- 只有聖米迦勒及聖喬治一等和二等勳爵士能夠佩帶星章（star），並佩帶於左邊胸口。一等勳爵士的星章主體由一個巨形的「馬爾他之星」（Maltese Asterisk，見馬爾他十字）所組成，該十字一共申出七塊頁，鍍上了銀色。而每塊頁之間，則鑲嵌有七道代表金光的裝飾，自星章中心射往南、東南、西南、西北偏西、西北偏北、東北偏北和東北偏東七方。聖米迦勒及聖喬治二等勳爵士的星章比較小，呈八角形，是由兩個馬爾他十字合併而成的，而這星章沒有任何金光裝飾。上述兩種星章，均有聖喬治紅十字從正中延伸，至於在星章正中間，則疊上一個深藍色的圓環，上面寫有星章的格言，藍環之內就畫有聖米迦勒踐踏撒但的情景。
- 所有聖米迦勒及聖喬治勳章的成員均可佩帶勳章，而勳章亦繫有一條藍-緋紅-藍的絲帶。一等勳爵士可把勳章繫在綬帶，而綬帶會圍繞右肩膀及左股。男性二等和三等勳爵士則有點而像得獎的運動員，會把勳章繫在一條圍繞著頸項的絲帶。至於女性二等和三等勳爵士則把勳章佩帶於左邊肩膀以下的位置。勳章本身是一個有七塊頁，由琺瑯製成的白色「馬爾他之星」（見馬爾他十字）。而在勳章的正中，正面畫有聖米迦勒踐踏撒但的畫像，背面則畫有聖喬治在馬上屠龍的情景，兩畫面以外均圍繞一深藍色的環，上面寫有勳章的格言。

在君主指定的領環日（collar day），勳章成員在重要場合要把勳章的領環戴在軍服或晚禮服上。若果戴上了領環（不論是領環日還是加冕典禮一類的重要場合），就要把勳章懸掛在領環。
所有在1948年以前頒發的領環都必須交還到爵位所屬勳章中央檔案處（Central Chancery of the Orders of Knighthood）。其他的佩飾則可以保留。

## 小禮拜堂
本勳位的小禮拜堂原本是位於科孚的聖米迦勒及聖喬治宮，即愛奧尼亞群島的高級專員官邸和愛奧尼亞群島立法機構的所在地。但自1906年起，勳位的代表教堂轉移到倫敦的圣保罗大教堂（該教堂也代表大英帝國勳章）。禮拜堂會每四年一次，舉行有關本勳章的大型宗教儀式，並正式任命新的一等勳爵士。
君主以及所有一等勳爵士在小禮拜堂內的唱詩班席位，均設有專門的座位，而座位上方更有各式各樣，代表他們的盾徽裝飾。每一座位之上方有他們的頭盔（helm），綴上頂飾（crest），並裝飾以斗篷。然而，根據英國有關紋章的法律，除了女性君主以外，所以女性均不可獲得頭盔和頂飾，因此會以小冠冕（coronet）代替。至於在頂飾/小冠冕之上，則掛有該勳爵士的紋章旗幟，上有他/她的盾徽。在座位的背部，會有一塊黃銅片，寫上了該名受勳人士的姓名、盾徽的樣式和受勳的日期。當勳爵士逝世以後，所以的旗幟、頭盔、斗篷都會一併移除，但黃銅片卻會保留，所以，現今小禮拜堂內的唱詩班席位，貼滿了自1906年以來，來自一等勳爵士的黃銅片，而且各有千秋。

## 地位與特權
勳章的成員、男性成員的妻子，以及男性的一等與二等勳爵士的子女和媳婦均會列在地位排名名單之上。但是，女性成員的親屬卻不會列入名單（一如其他勳位，人們可透受勳的父親或丈夫而列入名單，但卻不能透過受勳的母親或妻子）。（請參見英格蘭及威爾斯排名名單，以得知受勳人士的確實地位。）
一等勳爵士與二等勳爵士均會在名字之後冠上「爵士」一詞（英文文法上，則在名字前冠上"Sir"）。至於一等女勳爵士與二等女勳爵士，則在名字後冠上「女爵士」一詞〔英文文法上，則在名字前冠上"Dame"〕。凡是爵士的妻子，可在名字之後冠上「夫人」一詞〔英文文法上，則在名字前冠上"Lady"〕，但是女爵士的丈夫並不享有同等的特權。然而，若果受勳人士是皇室成員，上述稱號便不適用；此外，除非要寫最完全的全稱，獲勳的貴族一般也不會使用上述稱號。另一方面，以「榮譽會員」身份受勳的外籍人士及神職人員均不可使用上述稱號（「榮譽會員」成為英國公民，方可享用有關銜頭）。
一等勳爵士在名字後可加上勳章縮寫「GCMG」，二等男勳爵士和女勳爵士則可分別加上縮寫「KCMG」和「DCMG」，三等勳爵士則一概使用縮寫「CMG」。
所有一等勳爵士也可以在他們的紋章上加上護盾獸（紋章盾徽旁的扶持者，通常是動物，也有以人物作護盾獸）。另外，紋章之外亦可以圍上圓環（上面寫有本勳章的格言）以及領環。而圓環所示的位置，則必須在領環之外或之上。二等和三等勳爵士可以在他們的紋章之外圍上圓環。此外，紋章的樣式亦可一併展示勳章，須懸掛在圓環或領環上。

## 曾獲勳的華人

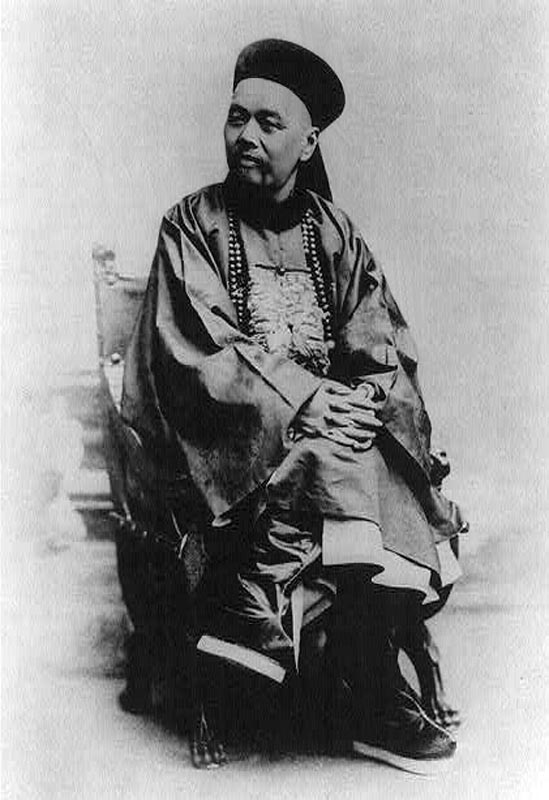
張蔭桓

- 張蔭桓，GCMG，大清國訪英賀使，1897年以名譽性質獲勳
- 何啟，CMG，香港醫生、大律師、商人暨政治家，1902年獲勳
- 陸佑，CMG，英屬馬來亞實業家、慈善家，1915年獲勳
- 鄧炳輝，CMG，前香港醫務衞生總監，1967年獲勳
- 李光耀，GCMG，前新加坡總理、內閣資政，1972年以名譽性質獲勳
- 王鼎昌，GCMG，前新加坡總統，1998年以名譽性質獲勳
- 陳方安生，GCMG，前香港布政司、政務司司長，2002年以名譽性質獲勳；她早在1992年獲另一英國榮譽：CBE
- 陳仲民爵士，KCMG，前巴布亚新几内亚总理；他曾獲另一英國榮譽：KBE  （页面存档备份，存于）
- 胡應湘爵士，KCMG，合和集團主席，1997年獲勳
- 萨镇冰，KCMG，大清海军部大臣,中华民国海军总长、国务总理（代理）

## 外部連結
- "Knighthood and Chivalry." （1911年）. Encyclopædia Britannica, 11th ed. London: Cambridge University Press.
- Orans, L. P. "The Most Distinguished Order of Saint Michael and Saint George."
- Velde, F. R. (2003). "Order of Precedence in England and Wales. （页面存档备份，存于）